# Wapen van Duiveland

Wapen van Duiveland

Het wapen van Duiveland werd op 19 februari 1962 verleend door de Hoge Raad van Adel aan de Zeeuwse gemeente Duiveland. Per 1997 ging Duiveland op in de gemeente  Schouwen-Duiveland. Het wapen van Duiveland is daardoor definitief komen te vervallen als gemeentewapen. In het Wapen van Schouwen-Duiveland keren de geren in aangepaste vorm terug in het schildhoofd.

## Blazoenering
De blazoenering van het wapen luidde als volgt:
Van zilver, beladen met vier vanuit de rechter schildrand uitkomende, tot aan de linker schildrand doorlopende geren van sabel, met een schildhoofd van goud, beladen met drie ruiten van azuur. Het schild gedekt met een gouden kroon van drie bladeren en twee paarlen.
De heraldische kleuren zijn zilver (wit), sabel (zwart), goud (goud of geel) en azuur (blauw). Het schild is gedekt met een gravenkroon.

## Verklaring
Het wapen is samengesteld met elementen uit de wapens van Nieuwerkerk (de geren), Oosterland (het schildhoofd) en Ouwerkerk (de ruiten). Hoewel het schildhoofd in de wapens van Nieuwerkerk en van Ouwerkerk identiek zijn aan elkaar heeft men deze officieel afgeleid van Ouwerkerk. De drie ruiten staan ook symbool voor de drie gemeenten die samengingen in de nieuwe gemeente Duiveland.

## Verwante wapens

Wapen van Nieuwerkerk
Wapen van Oosterland
Wapen van Ouwerkerk
Wapen van Schouwen-Duiveland
Wapen van heerlijkheid Duiveland

Aagtekerke
· Aardenburg
· Arnemuiden
· Axel
· Baarland
· Bath
· Biervliet
· Biggekerke
· Bloois
· Bommenede
· Borssele
· Boschkapelle
· Botland
· Breskens
· Brigdamme
· Brijdorpe
· Brouwershaven
· Bruinisse
· Burgh
· Buttinge
· Cadzand
· Clinge
· Colijnsplaat
· Domburg
· Dreischor
· Driewegen
· Duiveland
· Duivendijke
· Elkerzee
· Ellemeet
· Ellewoutsdijk
· Eversdijk
· Gapinge
· Graauw en Langendam
· 's-Gravenpolder
· Grijpskerke
· Groede
· Haamstede
· 's-Heer Abtskerke
· 's-Heer Arendskerke
· 's-Heer Hendrikskinderen
· 's-Heerenhoek
· Heille
· Heinkenszand
· Hengstdijk
· Hoedekenskerke
· Hoek
· Hontenisse
· Hoofdplaat
· Hoogelande
· IJzendijke
· Kapelle
· Kats
· Kattendijke
· Kerkwerve
· Klaaskinderkerke
· Kleverskerke
· Kloetinge
· Koewacht
· Kortgene
· Koudekerke
· Krabbendijke
· Kruiningen
· Looperskapelle
· Maire
· Mariekerke
· Meliskerke
· Middenschouwen
· Nieuw- en Sint Joosland
· Nieuwerkerk
· Nieuwerkerke
· Nieuwlande
· Nieuwvliet
· Nisse
· Noordgouwe
· Noordwelle
· Oostburg
· Oosterland
· Oostkapelle
· Oost-Souburg
· Oost- en West-Souburg
· Ossenisse
· Oud-Vossemeer
· Oudelande
· Ouwerkerk
· Overslag
· Ovezande
· Philippine
· Poortvliet
· Renesse
· Rengerskerke en Zuidland
· Retranchement
· Rilland
· Rilland-Bath
· Ritthem
· Sas van Gent
· Scherpenisse
· Schoondijke
· Schore
· Serooskerke (Schouwen-Duiveland)
· Serooskerke (Veere)
· Sinoutskerke en Baarsdorp
· Sint Anna ter Muiden
· Sint-Annaland
· Sint Jansteen
· Sint Kruis
· Sint Laurens
· Sint-Maartensdijk
· Sint Philipsland
· Sirjansland
· Sluis
· Sluis-Aardenburg
· Stavenisse
· Stoppeldijk
· Valkenisse (Walcheren)
· Valkenisse (Zuid-Beveland)
· Vogelwaarde
· Vrouwenpolder
· Waarde
· Waterlandkerkje
· Wemeldinge
· West-Souburg
· Westdorpe
· Westenschouwen
· Westerschouwen
· Westkapelle
· Westkapelle-Buiten en Sirpoppekerke
· Westkerke
· Wissekerke
· Wissenkerke
· Wolphaartsdijk
· Yerseke
· Zaamslag
· Zierikzee
· Zonnemaire
· Zoutelande
· Zuiddorpe
· Zuidzande
· Zwake

Dorpswapens: Geersdijk
· Hansweert
· Kamperland